# BBC Radio Merseyside
BBC Radio Merseyside – brytyjska stacja radiowa należąca do publicznego nadawcy radiowo-telewizyjnego BBC i pełniąca w jego sieci rolę stacji lokalnej dla hrabstwa Merseyside oraz północnej części hrabstwa Cheshire. Została uruchomiona 22 listopada 1967 roku, obecnie jest dostępna w analogowym i cyfrowym przekazie naziemnym oraz w Internecie. 
Audycje własne stacji produkowane są w ośrodku BBC w Liverpoolu. Poza nimi na antenie Radio Merseyside można słuchać wspólnego magazynu reporterskiego angielskich stacji lokalnych BBC, koordynowanego przez BBC Radio Leeds, oraz nocnych audycji ogólnokrajowego BBC Radio 5 Live. 